# フォートレスマキシマス
フォートレスマキシマス（Fortress Maximus）はタカラ（現･タカラトミー）の玩具シリーズ、トランスフォーマーに登場するキャラクター。

## 概要
共に『2010』の続編であり、いわゆるパラレルワールド関係にある日本版『ヘッドマスターズ』と海外版『ザ･リバース』の双方で活躍。宇宙航行可能な戦艦マキシマスと基地形態であるシティマキシマスに変形する。
ヘッドマスターの設定も双方で異なり、本体の名前も異なる。

## ザ☆ヘッドマスターズ
本作品における総司令官。本作品では本体はフォートレス、頭部の名はセレブロスとなっている。初登場は第1話「空から来た四人の戦士」、フォートレス自身の登場は第2話「マスター星の謎」。声優は沢木郁也。 

### 概要・特徴（ザ☆ヘッドマスターズ）
400万年前にセイバートロン星の戦火を逃れ、マスター星へと旅立ち、トランスフォーム能力を身につけたサイバトロンヘッドマスターズの一人。
地球歴2011年にサイバトロンヘッドマスターズを引き連れ、戦艦マキシマスでスコルポノック（後のメガザラック）率いるデストロンヘッドマスターズを追ってセイバートロン星へとやって来てサイバトロン部隊に加わる。当初はキャップと呼ばれていた。元は科学者であり、ヘッドマスターの発案者である。また、セイバートロン星の地下工場なども把握している。
性格は慎重で思慮深く、平和主義者で無駄な戦いは極力避ける。その性格ゆえ、自身の窮地にかかわらず動こうとせず、仲間たちが本当に窮地に陥ってからフォートレスマキシマスに合体することもあった。
武器として小銃は携帯しているが、本作品ではフォートレス自身の戦闘場面は少なく、フォローに回る場面も多かった。
武器は巨大な剣マスターソードと光子ライフルマスターショット。また、腹部には2門のレーザー砲を、手足には戦艦マキシマスの主砲であるダブルレーザーやツイン自動マシンガンを装備。マスターショットは、ヘッドマスターズが戦艦マキシマスから取り外して大型ビーム砲として使用することもある。

### 活躍（ザ☆ヘッドマスターズ）
第2話にて姿を現し、サイバトロンに加入。ベクターシグマの異常の原因を話す。
第10話「セイバートロン星危機一髪（後編）」のラストで、ロディマスコンボイからサイバトロン総司令官の座を受け継ぐ。
第13話「ヘッドオン!!フォートレスマキシマス」にてスコルポノックが地球に蒔いた、巨大植物ブリダンカ相手に苦渋の決断をし、初合体。マスターソードでブリダンカを一掃する。
第15話「火星爆破!出現・メガザラック」でメガザラックとの初戦闘｡しかし火星は爆破されてしまう（火星爆破の瞬間まで､エネルギーを消耗しすぎて合体できなかったため）。
第31話「デストロン全滅作戦」でメガザラックと戦闘。メガザラックが完成させた最強の盾「ザラックシールド」とマスターソードの激突は、メガザラックに軍配が上がる。
第35話「最後の地球大決戦（後編）」にて、地球を爆破しようとしたメガザラックのトランステクターを破壊、地球爆破阻止に成功する（このとき、スコルポノックはトランステクターを捨てて宇宙に上がっていた）。

## ザ・リバース
初登場は第1話「ヘッドマスター誕生」。争いを好まないサイバトロン。本作品では本体の名前はセレブロス。スパイクと合体して、ヘッドマスターになり、フォートレスマキシマスに合体する。声優は英語版がジョニー・ハイマー、日本語版が成田剣。フォートレスマキシマスは英語版がスティーブン・キーナー、日本語版が安井邦彦。 

### 概要・特徴（ザ・リバース）
サイバトロン星に残留していたが、デストロンが奪ったプラズマエネルギー貯蔵庫の鍵を取り返すために、ホットロディマスやハイブロウらと共にシャトルに乗り込む。セレブロスはスパイクと取り戻すもエネルギーのオーバーロードにより、シャトルがネビュロン星に不時着。
そこに住む、ネビュロン人に星の支配者であるハイブの一味と勘違いされ拘束されるが、追跡してきたデストロンの登場により和解。
平和を常に求める、争いを好まない性格。そのため仲間たちがヘッドマスターになった際も、一人だけ拒み続けていたが、スパイクに協力する形でヘッドマスターになり、さらにマキシマスと合体することによりフォートレスマキシマスとなる。本作品ではマスターソードなどの設定はない。
争いを好まない性格だが、怒ると感情的になる一面も見せている。

### 活躍（ザ・リバース）
第1話ではスパイクと共にスカージが開けたプラズマエネルギー貯蔵庫に行き、キーを奪還。終盤では仲間たちがデストロンに攫われた仲間を救出するためヘッドマスターになる中、セレブロスはヘッドマスターになることを拒む。
第2話では仲間と別行動を取り、ハイブが昔住んでいた街の後を発見。しかしそこに居たハイブのマシンに襲われたのか負傷する。
第3話ではスパイクと共にネビュロン星に残る。リペアされた彼はデストロンに攫われたダニエル救出のために、スパイクに協力することになる。スパイクがハイブのマシーンを操り、ハイブの昔の都市からフォートレスマキシマスを完成。セイバートロン星に急行、セレブロスもスパイクと合体してヘッドマスターになり、デストロンと戦う。プラズマエネルギーの起こした太陽エネルギーの吸収によりサイバトロン星が復活した後、セレブロスは二度と戦わないために自分のパワーを切るように頼むが、コンボイの命により、ネビュロン星の残ったハイブのマシンを破壊し、その後、ネビュロン星での平和な生活と星の守護者になることを約束する。

## コミック版

### テレビマガジン版
テレビマガジンに連載されたコミック版での初登場は第3作『トランスフォーマー大戦争』の第3話。サイバトロンの援軍としてサイバトロンヘッドマスターズを引き連れて登場。ヘッドマスターの指揮官として活躍。フォートレスマキシマスは登場しない。
第4作『トランスフォーマー ザ☆ヘッドマスターズ』の最終回では宇宙に逃げたメガザラックと決着をつけるために、地球を去ったことが語られている。
続編である『トランスフォーマー 超神マスターフォース』では第6話「戦闘開始!地球・宇宙連合軍」に登場。サイバトロン総司令官の座をジンライに引き継ぎ、アセニア星をクロームドームに任せる。その後、デストロンの襲撃をきっかけにボンバー計画を指導する。

### 海外コミック版
日本版以上に本体のパートナーの設定、さらには大きさのサイズも出版元によって大きく違っており、最初のパートナーはネビュロス人の指導者ガレン（Galan）であったが、地球に到着後の戦闘で戦死したためスパイクがパートナーになった。

## 玩具
日本では当初、発売検討の調査のために1987年5~7月にかけて行われた「スクランブル大決戦」キャンペーンの賞品として海外版が配布された。この時の反響が大きかったため、「C-114 フォートレスマキシマス」として正式発売された。この日本版のみマスターソードが付属する。それに伴いパッケージアートも変更されている。日本で市販されたロボット変形玩具の中でも当時最大級の商品であり、その総重量は1kgを超える。
玩具はメトロフレックスと共に開発が進められ、メトロフレックスを中型基地として、フォートレスマキシマスを大型基地というコンセプトから生まれた。当時ヘッドマスターのアイデアを発案したタカラトミーのスタッフ・大野光仁はフォートレスまで発展するとは思わず、作れたことを誇りに思い、「12800円の商品が飛ぶように売れる、すごい体験でした」と語る。
トランスフォーマー 超神マスターフォース C-311 グランドマキシマス
「C-114 フォートレスマキシマス」のカラー変更+プリテンダーのスーツを追加し、「グランドマキシマス」として発売された。
トランスフォーマー カーロボット C-027 ブレイブマキシマス
「C-114 フォートレスマキシマス」のカラー変更品。最初はキャンペーン賞品「サイバトロンベース」として、のちに各種武装を減らして「ブレイブマキシマス」として発売された。
トランスフォーマー アンコール 23 フォートレスマキシマス
「C-114 フォートレスマキシマス」の復刻版。
トランスフォーマー レジェンズ LG31 フォートレスマキシマス / TRANSFORMERS GENERATIONS TITANS RETURN FORTRESS MAXIMUS
2016年発売。2014年に発売された「TG-23 メトロプレックス」のリデコ（設計流用）品で、関節部など半分のパーツがメトロプレックスから流用されている。また、ヘッドマスターギミックが加わったことで頭長が伸びて全長約60センチメートル強となったため、トランスフォーマー歴代最大玩具の座を奪還した（後の2021年にクラウドファンディング版ユニクロンが更新）。日本国内版ではカラーリングおよびフォートレスの頭部デザインがアニメ版に準拠したものに変更され、海外版一般品では付属しなかったマスターソードが新規造形で付属、音声ギミックも日本版声優である沢木郁也による新録ボイスおよびアニメオープニング曲「ザ・ヘッドマスターズ」のイントロに変更。後にタカラトミーモール限定品としてカラーリングを変更した「LG-EX グランドマキシマス」が発売された。

### その他の玩具
トランスフォーマーガム
カバヤから発売。組み立て式の軟質プラ樹脂ミニプラモ。シリーズ第6弾にラインナップ。マスターソードや細かなギミックはオミットされている。
トランスフォーマーJr.
セブンより発売されたミニフィギュア。ギミックが一部簡略化されている。単品版の他コンボイ、クロームドームとの「三大ヒーローセット」も存在する。
スーパーコレクションフィギュア トランスフォーマー　ジェネレーション1
彩色済みコレクションフィギュア。ACT-3「ザ・ヘッドマスターズ編」にラインナップ。ボーナスパーツを6種類集めることにより完成する。クリアー版も存在。
DXトランスフォーマーガム
2012年7月発売。全3種。3種購入することで大型のフォートレスマキシマスが完成する組み立て式ミニプラモ。旧版と違いマスターソードが付属。バネによるカタパルト発射ギミックがあり、付属のチャージャー、パワーグライドのミニフィギュアで遊ぶことができる。ロボット形態は身長180ミリメートル、戦艦形態は全長約285ミリメートル。

## 補足
- 日本版のマスターソード追加は当時のマーケティングを担当した新井隆士がフォートレスを主人公としてマーケティングを行っていく方向性にするために開発し、キャンペーンに当選してすでに海外版を入手したユーザーへの差別化のために行ったという[1]。
- 元バンダイ社員の野中剛は、スーパー戦隊シリーズ『高速戦隊ターボレンジャー』（1989年）で基地から変形する要塞ロボット・ターボビルダーが登場した背景には、先行するフォートレスマキシマスやグランドマキシマスの影響があったものと分析している[4]。